# Cuộc tấn công Sumy năm 2025
Cuộc tấn công Sumy năm 2025 (2025 Sumy Oblast incursion) là đợt tấn công xâm nhập diễn ra trong nỗ lực chống lại cuộc tấn công của Ukraina tại Kursk, lực lượng Nga đã tiến hành cuộc xâm nhập xuyên biên giới từ Nga vào Ukraina. Vào ngày 10 tháng 1 năm 2025, quân đội Nga đã vượt qua biên giới Nga-Ukraina vào tỉnh Sumy của Ukraina, tiến về phía tây Zhuravka. Tuy nhiên, vài ngày sau đó, quân đội Ukraina tuyên bố lực lượng của họ đã đẩy lùi thành công cuộc tấn công của Nga. Vào giữa tháng 2 năm 2025, lực lượng Nga đã tiến hành một cuộc xâm nhập xuyên biên giới khác tuyên bố đã chiếm được làng Basivka. Vào ngày 19 tháng 2 năm 2025, Tổng thống Nga Vladimir Putin tuyên bố trên truyền hình rằng  Lữ đoàn thủy quân lục chiến số 810 đã vượt qua biên giới giữa Liên bang Nga và Ukraine, tiến vào tỉnh Sumy. Tuy nhiên, tuyên bố này đã bị người đứng đầu Trung tâm Chống thông tin sai lệch của Ukraina là Andriy Kovalenko, cũng như các quan chức quân sự cấp cao của Ukraina phủ nhận. Đến cuối tháng 2 năm 2025, Trung tâm Chống thông tin sai lệch của Ukraina đã thừa nhận sự hiện diện của lực lượng Nga, trong khi trang DeepState mô tả Basivka và Novenke đang là "vùng xám". Có thông tin cho rằng đây là chiến lược khôn ngoan của Ukraina dụ Nga tập trung 50.000 quân vào chiến trường này để dùng hỏa thần HIMARS và F16 hiệp đồng tác chiến tấn công chính xác để tiêu diệt sinh lực quân Nga.

## Bối cảnh
Trong suốt năm 2024, lực lượng Nga đã tiến hành các cuộc tấn công xuyên biên giới hạn chế ở tỉnh Sumy, nhắm vào các làng Zhuravka, Chuikivka, Rozhkovychi và Sytne, nhưng mọi nỗ lực đều kết thúc trong thất bại. Quân đội Nga đã đột kích ngôi làng Ryzhivka vào tháng 6 năm 2024, nằm gần biên giới, gần khu định cư Tyotkino của Nga. Cảnh quay định vị địa lý xác nhận rằng quân đội Nga đã tiến vào ngôi làng và tiến sâu khoảng 730 mét vào Ukraina. Tuy nhiên, ngày hôm sau, quân đội Nga đã rút khỏi khu vực. Tổng thống Zelensky cảnh báo rằng Nga đang chuẩn bị phát động chiến dịch tiến công mới nhằm vào Sumy và Kharkov, hai tỉnh biên giới ở đông bắc Ukraina. Tổng tư lệnh các Lực lượng vũ trang Ukraine Oleksandr Syrskyi cho biết, quân đội Nga đang tăng cường các cuộc tấn công dọc theo biên giới đông bắc Ukraine nhằm xuyên thủng hàng phòng thủ của Kiev ở tỉnh Sumy. Giới quan sát cho rằng việc Nga đưa lực lượng tiến vào tỉnh Sumy có thể là nỗ lực của Moskva nhằm đạt lợi thế tối đa trên thực địa, qua đó có được vị thế tốt hơn khi thật sự bước vào đàm phán.

## Chiến sự

### Xâm nhập
Lữ đoàn thủy quân lục chiến số 810 là đơn vị đầu tiên của Nga được biết đến đã tiến vào Tỉnh Sumy khi có báo cáo vào giữa tháng 2 năm 2025 rằng một số đơn vị của họ đã vượt biên giới và tiến vào làng Basivka (Басівка). Trong suốt các hoạt động của Nga ở tỉnh Sumy trong suốt tháng 2 và tháng 3 năm 2025, các bộ phận khác của Lữ đoàn 810 vẫn ở lại khu vực Guyevo, Plekhovo và Kurilovka (Куриловка) ở tỉnh Kursk. Một nhóm binh lính phòng thủ lãnh thổ Ukraina đã tấn công vào các vị trí của Nga và bắt sống được toàn bộ một biệt đội Nga ở vùng Sumy. Lữ đoàn Phòng thủ Lãnh thổ riêng biệt số 103 cho biết họ tác chiến thành công nhắm vào các vị trí của Nga ở khu vực Sumy. Lữ đoàn tuyên bố rằng “Những người lính của chúng tôi một lần nữa đã chứng minh sức mạnh và kỹ năng của họ khi bắt giữ thành công 8 binh sĩ Nga. Những người này đã chọn sự sống thay vì cái chết không thể tránh khỏi (nếu không chịu đầu hàng)”. Một máy bay không người lái đã ghi lại hoạt động này và đồng thời cung cấp sự phối hợp cho lực lượng Ukraina. Những người lính Nga, ẩn náu trong tầng hầm của một tòa nhà đổ nát, đã không hề kháng cự hoặc không có khả năng kháng cự. Khi quân đội Ukraine tiến đến, họ đầu hàng mà không có vũ khí. Quân đội Nga đang cố gắng thiết lập vị trí ở các làng biên giới với Ukraina bằng cách triển khai các nhóm tấn công nhỏ. Khi đã vào bên trong các khu định cư, người Nga sẽ phân tán để tạo ra các điểm áp lực chiến thuật, buộc lực lượng Ukraine phải chuyển hướng nguồn lực để đánh bật họ. Lực lượng thủy quân lục chiến và biên phòng Ukraina đang tiếp tục nỗ lực ngăn chặn những cuộc xâm nhập này. Tổng tư lệnh các lực lượng vũ trang Ukraina, tướng Oleksandr Syrskyi cho biết, quân đội Nga đang tăng cường các cuộc tấn công dọc theo biên giới Đông Bắc Ukraina nhằm xâm nhập vào khu vực Sumy. 

### Basivka
Giao tranh đã diễn ra tại ngôi làng Basivka ở tỉnh Sumy là một phần của cuộc tấn công tỉnh Sumy năm 2025 của lực lượng vũ trang Nga. Phía Ukraina đã tăng cường gia cố Basivka trong những tháng gần đây để chuẩn bị cho các cuộc tấn công của Nga. Khi chiến sự diễn ra thì các lực lượng Nga liên tục cố gắng giành quyền kiểm soát ngôi làng, chủ yếu là vì nó có thể cung cấp không gian cho các lực lượng Nga tích tụ và chuẩn bị các cuộc tấn công tiếp theo vào Yunakivka. Cường độ giao tranh đã dẫn đến việc phá hủy gần như hoàn toàn các ngôi làng. Theo Ruslan Mykula, đồng sáng lập dự án giám sát DeepState thì "Không còn ngôi làng nào ở đó nữa; chỉ còn hai tầng hầm nơi mọi người có thể ẩn náu". Vào ngày 20 tháng 2 năm 2025, các nguồn tin của Nga đưa tin rằng quân đội từ Lữ đoàn 810 đã tiến vào Basivka, trong khi các nguồn tin của Ukraina xác nhận rằng lực lượng Nga đã tiến hành một cuộc xâm nhập qua biên giới tại tỉnh Sumy. Đến ngày 28 tháng 2 năm 2025, Trung tâm Chống thông tin sai lệch của Ukraina thừa nhận rằng lực lượng Nga đang tấn công dọc theo biên giới quốc tế gần Basivka và Novenke, trong khi DeepState gọi Basivka là "vùng xám". Theo Ruslan Mykula, lực lượng Nga đã cố gắng tiến vào Loknia nhưng không thành công, cả tám binh sĩ tham gia vào nỗ lực này đều đã thiệt mạng. Bắt đầu từ ngày 11 tháng 3 năm 2025, quân đội Nga chuyển hướng tiến về phía tây Basivka và cố gắng củng cố vị trí đã đạt được trong khu vực. Vào ngày 23 tháng 3 năm 2025, đoạn phim định vị địa lý cho thấy lực lượng Nga đã chiếm được một trạm kiểm soát biên giới phía đông Basivka. Đến ngày 6 tháng 4 năm 2025, cảnh quay cho thấy quân Nga tiến về phía nam Basivka. Bộ Quốc phòng Nga tuyên bố kiểm soát hoàn toàn Basivka nhưng các quan chức Ukraina đã phủ nhận điều này. Vào ngày 9 tháng 4 năm 2025, nhà quan sát quân sự Ukraina là Kostyantyn Mashovets đã báo cáo rằng Sư đoàn tấn công đường không số 76 và Lữ đoàn VDV số 83 của Nga đã chiếm được Basivka thành công. Vào ngày 24 tháng 4 năm 2025, lực lượng Nga đã được xác nhận là đã chiếm được Basivka và tiến về phía nam tới Loknya.

### Đột phá
Vào những ngày đầu tháng 6 năm 2025, có tin phòng tuyến đầu tiên ở Sumy đã bị phá vỡ khi quân đội Nga đã đánh sập tuyến phòng thủ kiên cố đầu tiên của Ukraine tại tỉnh Sumy. Trong các trận chiến trên hướng Sumy, quân Nga thực tế đã đột phá qua tuyến phòng thủ toàn diện đầu tiên của quân Ukraina chạy dọc theo tuyến các làng Alekseyevka-Novonikolayevka-Varachino-Yablonovka-Yunakovka. Nhiều nguồn đưa tin Nga đã kiểm soát một số làng biên giới ở tỉnh Sumy, bao gồm Novenke, Basivka, Veselivka, Zhuravka, Andreyevka, Alekseyevka, Vladimirovka và Kondratovka. Lực lượng Nga đang áp sát thành phố Sumy, cách biên giới chỉ khoảng 30km, và có khả năng đưa thành phố này vào tầm bắn của pháo binh. Từ một số làng đã kiểm soát, quân Nga chỉ cách ngoại ô phía bắc thành phố Sumy khoảng 18-19km.